# The Expendables 2
The Expendables 2 ist ein US-amerikanischer Actionfilm aus dem Jahr 2012. Regie führte Simon West, das Drehbuch wurde von Richard Wenk und Sylvester Stallone verfasst.
Der Film ist die Fortsetzung zu The Expendables aus dem Jahr 2010 und verfügt mit den Action-Stars Sylvester Stallone, Jason Statham, Jet Li, Dolph Lundgren, Chuck Norris, Jean-Claude Van Damme, Bruce Willis und Arnold Schwarzenegger über eine Starbesetzung.

## Handlung
Die Expendables um Barney Ross haben den Auftrag, einen chinesischen Milliardär zu befreien, der auf einem Militärstützpunkt in Nepal als Geisel gefangen gehalten wird. Die Aktion gelingt, wobei Ross neben dem Chinesen seinem Rivalen Trench in die Freiheit verhilft, der bei einem vorherigen Befreiungsversuch in Gefangenschaft geraten war. Während der Rückreise verabschiedet sich Yang von dem Team, um den Milliardär in seine Heimat zu begleiten.
Billy, der Scharfschütze in Ross’ Team, möchte die Zusammenarbeit mit der Gruppe am Ende des Monats beenden, um mit seiner Freundin Sophia in Paris zu leben. Zur Begleichung einer alten Rechnung wird Ross von Mr. Church dazu gezwungen, einen Safe aus einem in Albanien abgestürzten Flugzeug zu bergen. Für die Mission wird den Expendables Maggie Chang zur Seite gestellt, eine junge Kämpferin und IT-Expertin, die den Safe knacken soll. Beim Wrack des Flugzeuges angekommen, gelingt es Ross’ Leuten zwar, ein Päckchen aus dem Safe zu bergen, allerdings geraten sie wenig später in einen Hinterhalt der Sangs, einer gefürchteten internationalen Truppe von Söldnern und Terroristen unter der Führung von Jean Vilain. Diese haben Billy in ihrer Gewalt und zwingen Ross, ihm das Päckchen auszuhändigen. Nachdem Vilain die Mannschaft gedemütigt hat, tötet er Billy und verschwindet mit seinen Sangs samt dem Päckchen mit einem Hubschrauber. An Billys Grab verliest Ross einen Brief an Sophia und schwört daraufhin, Rache an den Sangs zu nehmen.
Von Maggie erfahren sie, dass sich in dem Paket ein Computer befindet, auf dem wiederum eine Karte gespeichert ist. Diese führt direkt zu einem Plutoniumlager in einer alten sowjetischen Mine. Vilains Plan ist es, das Plutonium zu bergen und weltweit für mehrere Millionen zu verkaufen. Es gelingt den Expendables, den Computer zu orten und Vilain mit ihrem Flugzeug bis nach Bulgarien zu verfolgen. Die erste Nacht verbringen sie in einem nachgebauten Stadtviertel für Häuserkämpfe auf einem verlassenen sowjetischen Stützpunkt. Am folgenden Morgen greift überraschend eine größere Gruppe Sangs mit Unterstützung eines Panzers an und bringt die Gruppe in ernste Bedrängnis. Booker, ein alter Bekannter von Ross, rettet den Expendables das Leben, indem er die feindlichen Truppen mitsamt dem Panzer im Alleingang auslöscht. Er gibt Ross den Rat, sich in einem nahe gelegenen Dorf, deren Bewohner sich den Sangs widersetzen, Unterstützung zu suchen.
Dort angekommen, stoßen Ross und seine Leute auf eine bis an die Zähne bewaffnete Gruppe von Frauen, die ihre Kinder vor dem Zugriff der Sangs beschützen will. Die Männer des Dorfes wurden bereits abgeholt und zur Arbeit in der Mine gezwungen, wo sie bis zum Tod schuften müssen. Die Frauen bitten Ross’ Männer, ihnen zu helfen. Das Team mischt sich unters Volk, lockt einige Sangs in eine Falle und tötet ein größeres Aufgebot an Vilains Leuten. Anschließend lokalisieren sie die Mine und greifen sie mit ihrem Flugzeug an, wobei sie zwar die Arbeiter aus der Sklaverei befreien, allerdings nicht verhindern können, dass Vilain mit dem Plutonium flüchtet. Der Anführer der Sangs zündet eine Bombe, die den Eingang der Mine zum Einsturz bringt.
Nachdem es Gunnar nicht gelungen ist, mit einer improvisierten Phosphor-Bombe einen Fluchtweg freizulegen, erscheinen Trench und Mr. Church und befreien die Expendables aus der Mine. Damit sind Trench und Ross quitt. Auf einem Flughafen, wo Vilain das Plutonium verladen will, kommt es zum Showdown zwischen den Expendables und Vilains Team. Ross’ Mannschaft erhält dabei Unterstützung von Booker, Church und Trench. Während Lee Christmas sich um Vilains Handlanger Hector kümmert, tritt Barney Ross gegen Vilain selbst an und tötet ihn schließlich nach einem harten Zweikampf.
Nach dem Ende der Schlacht trennt sich die Gruppe um Ross von Booker, Maggie, Trench und Church und tritt in einem alten Antonow An-2-Doppeldecker, einem Geschenk Churchs, die Heimreise an. In Paris wird Sophia wenig später ein Paket zugestellt, welches neben einer beachtlichen Summe Bargeld auch Billys Abschiedsbrief enthält. Gleichzeitig stoßen die Expendables mit ihrem Kampfgesang auf den gefallenen und gerächten Kameraden an.

## Produktion

### Crew
Neben dem leicht veränderten Cast steckt hinter The Expendables 2 das gleiche Produktionsunternehmen. Jedoch veränderte sich Sylvester Stallones Rolle im Vergleich zum Vorgängerfilm. Er gab die Regie an Simon West ab und schrieb gemeinsam mit Richard Wenk am Drehbuch. Unterstützt wurden sie bei der Storyentwicklung von David Agosto und Ken Kaufman.

### Casting
Ein Großteil der Schauspieler hatte bereits im Vorgängerfilm mitgewirkt. Zusätzlich konnte man Liam Hemsworth für die Fortsetzung gewinnen. Dieser war schon für den Vorgänger eingeplant gewesen, jedoch wurde seine damalige Rolle aus dem Drehbuch gestrichen.
Neben Hemsworth konnte auch Jean-Claude Van Damme für den Film gewonnen werden, welcher ebenfalls bei The Expendables zur Debatte stand, sich aber nicht mit der damaligen Rolle identifizieren konnte.
Ebenfalls wurde der Cast mit Scott Adkins und Chuck Norris erweitert.
Darüber hinaus kursierten im Internet diverse Gerüchte um mögliche weitere Schauspieler, wie etwa Charlie Sheen, Nicolas Cage, John Travolta oder Antonio Banderas.

### Dreharbeiten

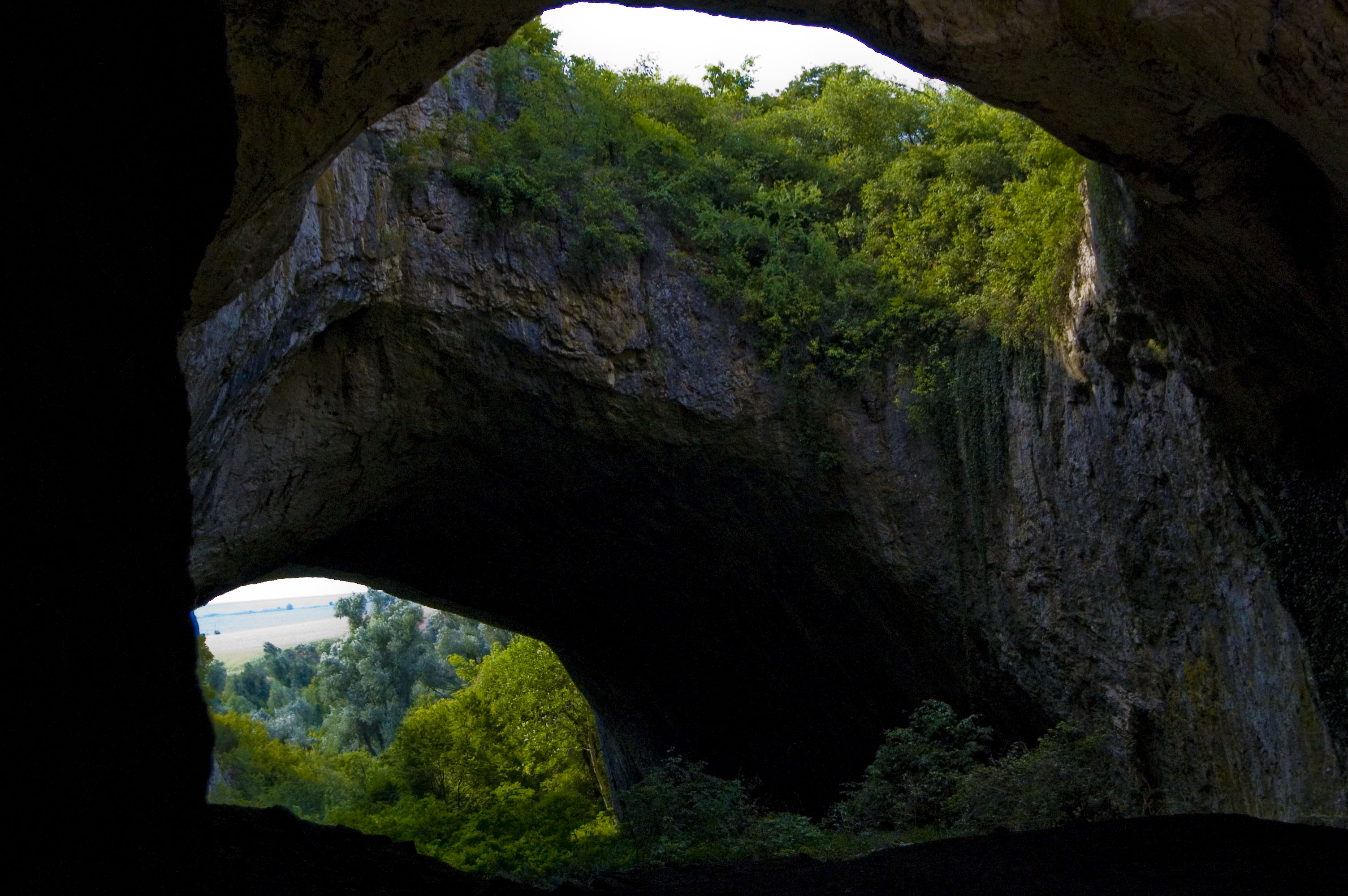
Eingang der Dewetaschka-Höhle, 2009

Mit einem Budget von 100 Mio. US-Dollar begannen die Dreharbeiten am 29. September 2011. Die ersten Aufnahmen wurden in Bulgarien bei den Nu Boyana Film Studios in Sofia gedreht. Zusätzlich wurde in den Städten Plowdiw und Bansko gefilmt. Andere bulgarische Drehorte waren unter anderem in der Dewetaschka-Höhle in der Lowetsch-Provinz. Weiterhin wurde in Russland, Frankreich und Hongkong gefilmt.
Während der Dreharbeiten in den Dewetaschka-Höhle wurden 600.000 Lewa (ungefähr 306.773 €) für den Wiederaufbau einer 114 Meter langen Brücke ausgegeben, die von der Höhle über den Ossam-Fluss führte. Die Nu Boyana Film Studios ließen die Brücke nach den Dreharbeiten als ein Geschenk für Bulgarien stehen.

### Unfall bei Dreharbeiten
Am 27. Oktober 2011, während das zweite Stunt-Team im Reservoir Ognjanowo, 15 Meilen außerhalb von Sofia, drehte, wurde Stuntman Kun Lieu bei einer geplanten Explosion auf einem Gummiboot getötet und ein anderer Stuntman, Nuo Sun, schwer verletzt. Sun war nach einer fünfstündigen Operation wieder in einem stabilen Zustand.
Die Eltern des verunglückten Kun Lieu verklagten die Produktionsfirma Millennium Films auf 25.000 US-Dollar. Dabei wurde Stuntkoordinator Chad Stahelski vorgeworfen, fahrlässig und leichtsinnig gehandelt zu haben und keine angemessene Sicherheit gewährleistet zu haben.

### Stilmittel: Bildrauschen
The Expendables 2 sieht sich, wie sein Vorgänger, als Hommage an die Actionfilme der 80er und 90er Jahre. Um diese Tatsache zu bekräftigen, haben sich die Verantwortlichen des Films für einige stilistische Mittel bei der Bilddarstellung entschieden. Bei vielen Szenen von The Expendables 2 ist beispielsweise ein deutliches absichtliches Bildrauschen zu erkennen.

## Trivia
Am 16. November 2011 wurde die Produktionsleitung von The Expendables 2 von der bulgarischen Umweltschutzbehörde zu einem Bußgeld im Bereich zwischen 343 $ und 3440 $ aufgefordert, da sie mit der Entfernung von kleinen Sträuchern und Bäumen am Eingang der Dewetaschka-Höhle gegen das Gesetz verstießen. Obwohl Genehmigungen eingeholt wurden, die den Aufbau von Filmsets, unter anderem einer Brücke zur Höhle, in der Gegend erlaubten, beschwerten sich Umweltschützer, dass die Dreharbeiten die Höhle, die für 40 vom Aussterben bedrohte Tier- und Pflanzenarten einen Lebensraum darstellte, möglicherweise beschädigen könnten. Um weitere Probleme zu vermeiden, willigten die Produzenten ein und versprachen, keine Explosionen, Verfolgungsjagden oder Feuer in der Nähe der Höhle zu filmen.
Am 27. November 2011 meldeten bulgarische Umweltschützer, dass die Fledermaus-Population der Höhle sich um fast drei Viertel verringert habe, von ca. 30.000 im Jahr 2010 auf 8.000 im Jahr 2011. Nikolaj Simow vom Center for Bat Studies and Protection bei der Bulgarischen Akademie der Wissenschaften warf der Produktion von The Expendables 2 vor, an der Verringerung der Fledermauspopulation schuld zu sein und sagte: „Die Dreharbeiten beschädigen den Lebensraum der Tiere – mit Requisiten, der Entfernung von Pflanzen und der großen Menge an Leuten, die Lärm machen. Die Arbeiten sind eine direkte Verletzung des bulgarischen Gesetzes zu biologischer Vielfalt, welches das Stören und Verjagen von geschützten Tierarten verbietet.“
Als Barney den anderen erzählt, Gunnar sei studierter Chemieingenieur, war am MIT und sei ein Fulbright-Stipendiat, entspricht das der Wahrheit – allerdings nicht für Gunnar, sondern für dessen Darsteller Dolph Lundgren.

## Rezeption
In der IMDb wird The Expendables 2 mit 6,6 Punkten bewertet. Bei Rotten Tomatoes steht der Film bei 67 % positiven der abgegebenen Kritiken und er hat einen Metascore von 51 von 100 bei Metacritic.
Als Vertreter des Actiongenres wurde The Expendables 2 überwiegend positiv aufgenommen. So merkt Cinema die „spektakulär inszenierten und erneut höchst drastischen Actioneinlagen“ von Regisseur Simon West an. Wobei die Highlights die „ausgedehnten und augenzwinkernden Cameos von Arnold Schwarzenegger und Chuck Norris“ sind.
Der Filmdienst schreibt, dass „die marginale Handlung des martialischen Action-Parcours“ dazu dient, „der illustren Darstellerriege Raum für darstellerische Kabinettstückchen zu schaffen“. Der Film „lebt dabei von der selbstironischen Selbstdarstellung der gealterten Action-Helden.“

## Fortsetzungen
Mit einem erneuten Abstand von zwei Jahren erschien 2014 die Fortsetzung The Expendables 3. Die Besetzung wurde um Namen wie Wesley Snipes und Antonio Banderas erweitert. 2023 folgte The Expendables 4, inszeniert von Scott Waugh.

## Synchronisation
In der synchronisierten deutschen Fassung werden wieder sowohl Stallone als auch Schwarzenegger von ihrem Standardsprecher Thomas Danneberg gesprochen. Nachdem Charles Rettinghaus im ersten Film noch Randy Couture synchronisiert hatte, übernahm er in der Fortsetzung Jean-Claude Van Damme, dem er bereits in zahlreichen Filmen seine Stimme lieh. Dialogbuch und Synchronregie übernahm Norman Matt von der Synchronfirma Splendid Synchron GmbH.
| Rolle         | Darsteller            | Synchronsprecher    |
| ------------- | --------------------- | ------------------- |
| Barney Ross   | Sylvester Stallone    | Thomas Danneberg    |
| Lee Christmas | Jason Statham         | Thomas Nero Wolff   |
| Yin Yang      | Jet Li                | Simon Jäger         |
| Gunnar Jensen | Dolph Lundgren        | Oliver Stritzel     |
| Booker        | Chuck Norris          | Jürgen Kluckert     |
| Jean Vilain   | Jean-Claude Van Damme | Charles Rettinghaus |
| Mr. Church    | Bruce Willis          | Manfred Lehmann     |
| Trench Mauser | Arnold Schwarzenegger | Thomas Danneberg    |
| Hale Caesar   | Terry Crews           | Tobias Kluckert     |
| Toll Road     | Randy Couture         | Sascha Rotermund    |
| Billy the Kid | Liam Hemsworth        | Nico Sablik         |
| Hector        | Scott Adkins          | Jan-David Rönfeldt  |
| Maggie        | Yu Nan                | Maria Koschny       |
| Lacy          | Charisma Carpenter    | Giuliana Jakobeit   |